# Jan Boeckhorst

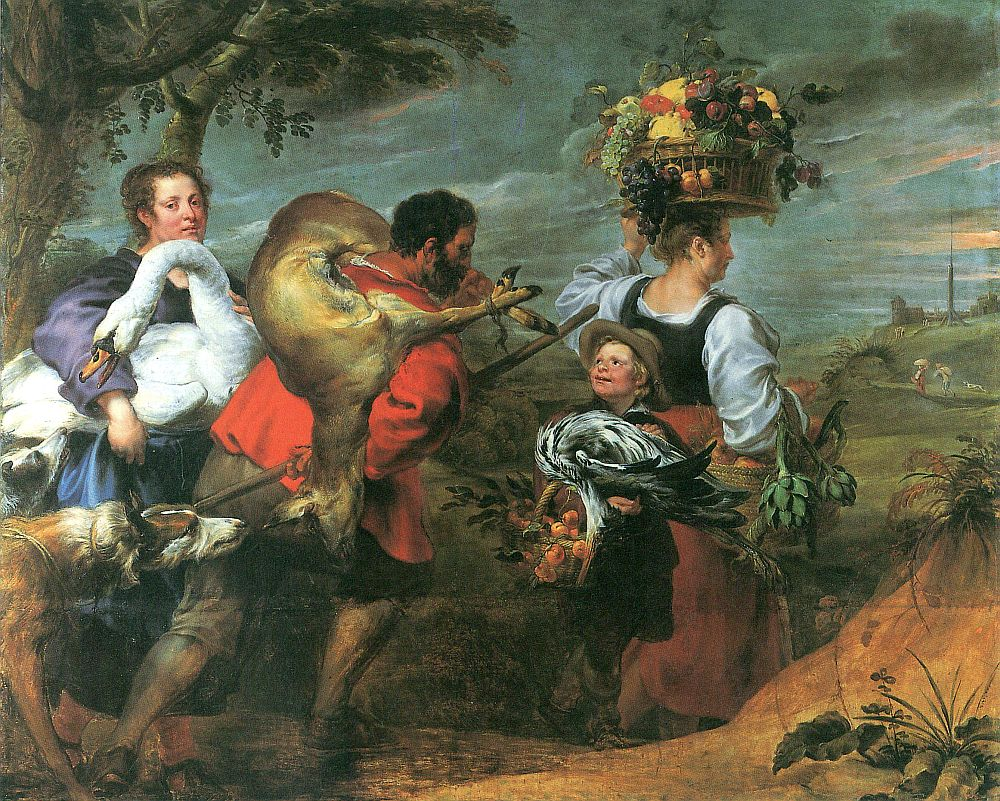
Boeren op weg naar de markt door Jan Boeckhorst

Jan Boeckhorst (Münster, 1604 - Antwerpen, 21 april 1668) was een Zuid-Nederlands schilder.
Jan Boeckhorst, zoon van de burgemeester van Münster, Heinrich Bockhorst en Catharina Helskamp, was een leerling van zowel Jacob Jordaens als van Peter Paul Rubens in Antwerpen. Nadat hij meester was geworden van het Antwerpse Sint-Lucasgilde vertrok hij naar Italië. In Italië behoorde hij tot de Bentvueghels, de groep schilders van Hollandse en Vlaamse afkomst. Zijn bentnaam was Lange Jan, een naam die verwijst naar zijn lengte.
Terug in Antwerpen stelde hij zich in dienst van de contrareformatie; hij schilderde tal van heiligenafbeeldingen voor kerken en kloosters in de Zuidelijke Nederlanden, onder meer voor de Sint-Pieterskerk te Lo en de Sint-Jacobskerk te Antwerpen en te Gent.
Jan Boeckhorst overleed op 21 april 1668 en werd op 24 april begraven in de Sint-Jacobskerk te Antwerpen.

## Afbeeldingen

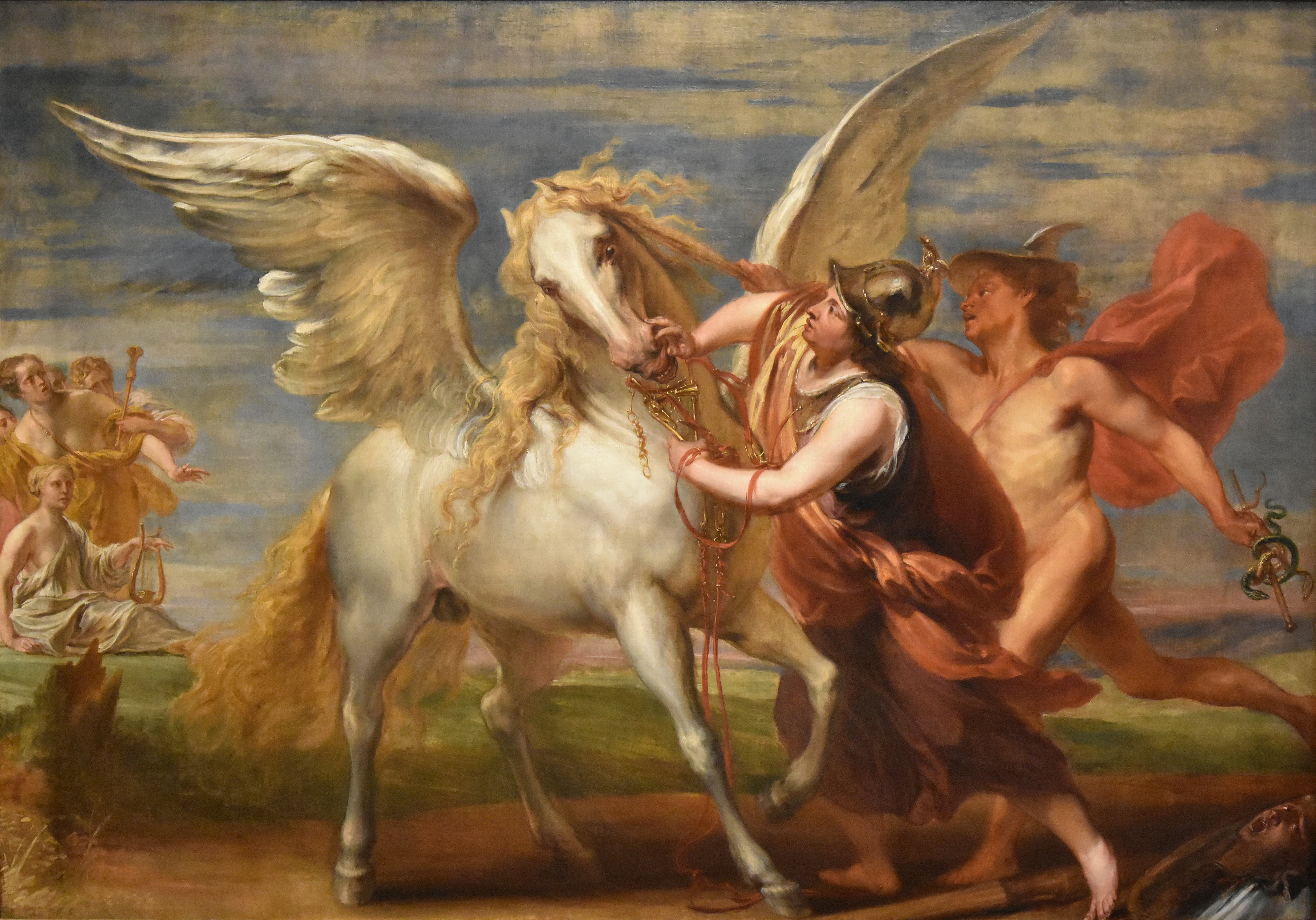
Minerva beteugelt Pegasus met de hulp van Mercurius in het Noordbrabants Museum
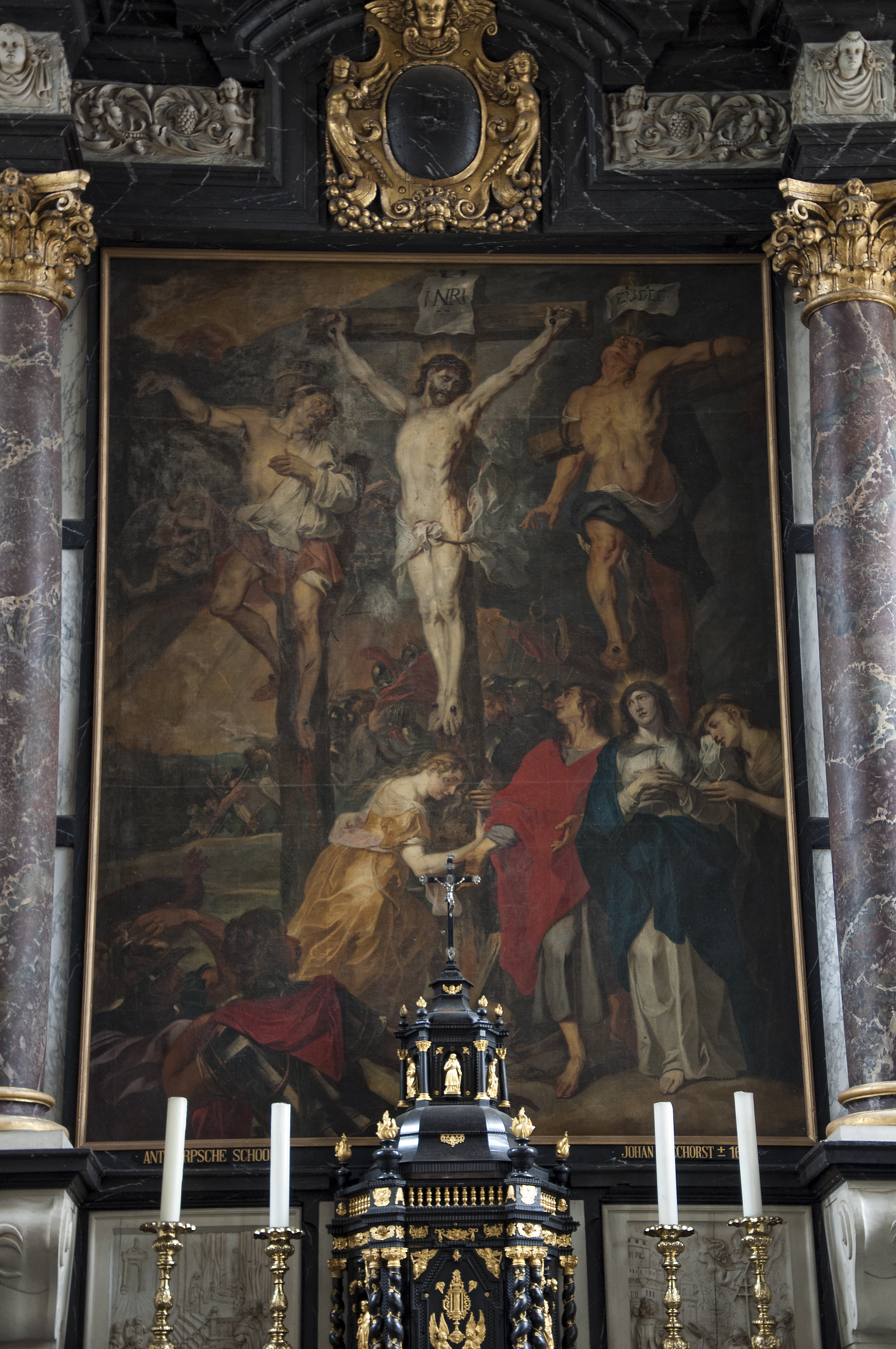
Christus aan het kruis (1640) in de Sint-Pieterskerk te Lo
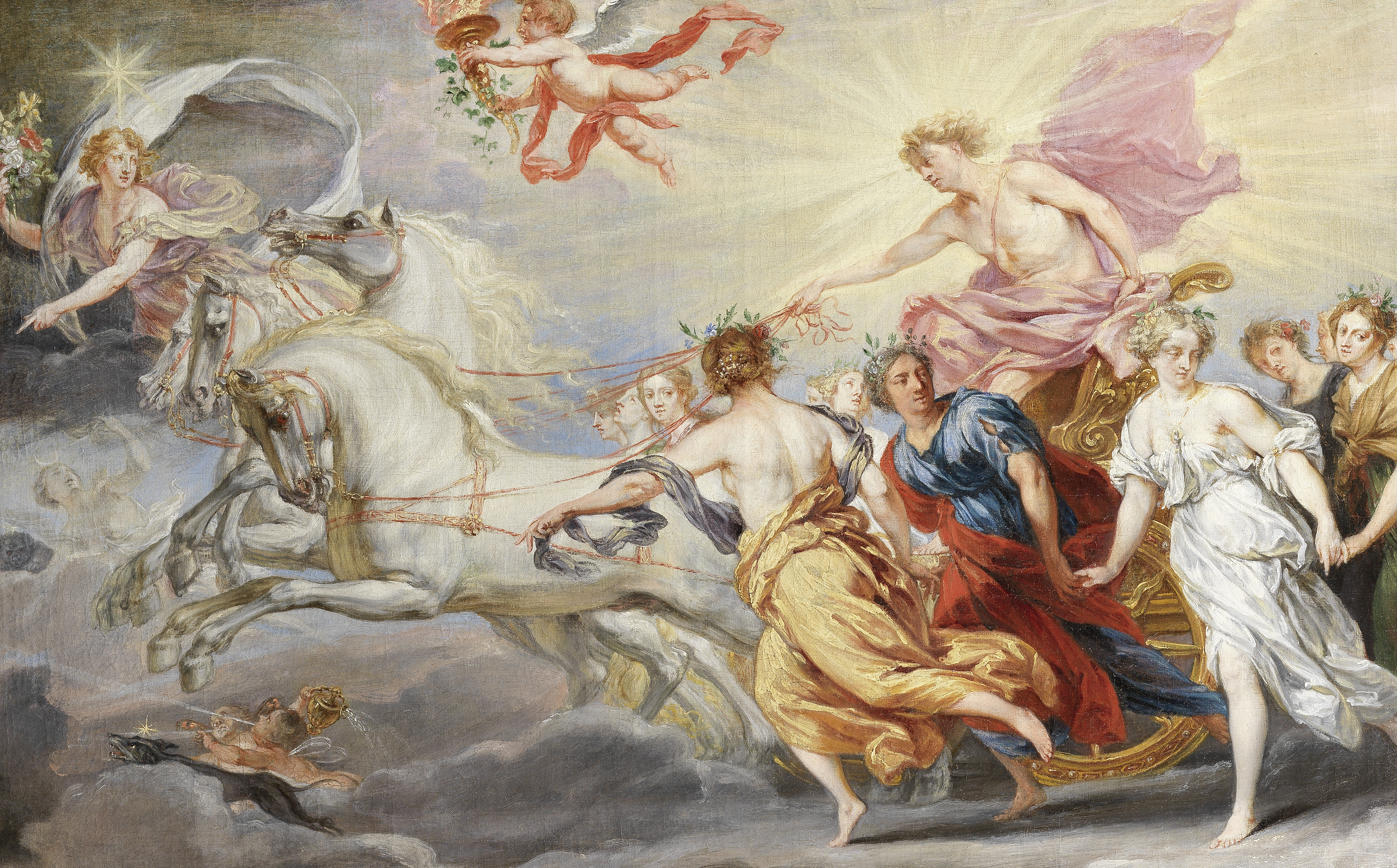
Phoebus Apollo, uit de collectie van The Phoebus Foundation